# Catalina de Gales

Escudo de armas de Catherine Middleton cuando estaba soltera.

Catalina, princesa de Gales (Catherine Elizabeth Middleton; Reading, Berkshire, 9 de enero de 1982), popularmente conocida como Kate Middleton, es una miembro de la familia real británica, esposa de Guillermo, príncipe de Gales, quien es el primero en la línea de sucesión al trono británico.
Catalina creció en Chapel Row, un pueblo cerca de Newbury, Berkshire, Inglaterra. Estudió Historia del Arte en Escocia, en la Universidad de St. Andrews, donde conoció al príncipe Guillermo en 2001. Su compromiso se anunció en noviembre de 2010. Se casaron el 29 de abril de 2011 en la abadía de Westminster. La pareja tiene tres hijos: los príncipes Jorge, Carlota y Luis de Gales, nacidos en 2013, 2015 y 2018, respectivamente.
Catalina es fundadora de más de veinte organizaciones benéficas y militares, incluyendo el Centro Anna Freud, Action for Children, SportsAid y la Galería Nacional de Retratos. Realiza proyectos a través de la Fundación Real, centrándose en temas relacionados con el cuidado de la infancia temprana, la adicción y el arte. Para fomentar que las personas hablen sobre sus problemas de salud mental, Catalina concibió la campaña de concientización sobre la salud mental Heads Together, que lanzó con su esposo Guillermo y su cuñado Enrique en abril de 2016. Los medios han llamado al impacto de Catalina en la moda británica y estadounidense el «Efecto Kate Middleton». Time la incluyó como una de las personas más influyentes del mundo en 2011, 2012 y 2013, y como finalista en 2018. Es princesa de Gales desde el 9 de septiembre de 2022, cuando su esposo, Guillermo, fue nombrado príncipe de Gales por el rey Carlos III.

## Biografía

### Primeros años de vida
Catalina nació en el Royal Berkshire Hospital de la ciudad de Reading, el 9 de enero de 1982. Es hija de Carole Elizabeth Goldsmith, una azafata, y Michael Francis Middleton, un despachador de vuelos emparentado con la noble familia de los Lupton de Beechwood Estate. Es la primogénita de tres hermanos, entre los que se encuentran Philippa Charlotte y James William. Su familia es de origen inglés, aunque con una lejana ascendencia escocesa y francesa.
La familia vivió en Amán (Jordania), desde mayo de 1984 hasta septiembre de 1986, donde su padre trabajó para British Airways. Catalina asistió a una guardería inglesa. En 1987 sus padres fundaron la compañía Party Pieces, un negocio de venta por catálogo de artículos y decoraciones para fiestas y eventos con un valor estimado de 30 millones £.
Fue criada en el pueblo de Bucklebury (Berkshire), y fue al St. Andrew's School, ubicada en Pangbourne. Años después ingresó en el Marlborough College, un internado independiente mixto y posteriormente asistió a la Universidad de Saint Andrews, donde estudió la carrera de historia del arte y conoció al príncipe Guillermo. Antes de la universidad, durante un año sabático, viajó a Chile para participar en un programa internacional de Raleigh.
En noviembre de 2006, Middleton trabajó como compradora de accesorios con la cadena de ropa Jigsaw, donde trabajó a tiempo parcial hasta noviembre de 2007. También trabajó hasta enero de 2011 en la empresa familiar en diseño y producción de catálogos, marketing y fotografías.

### Noviazgo y compromiso
La hipótesis de que Catalina pudiese estar relacionada sentimentalmente con el príncipe Guillermo atrajo la atención de los medios de comunicación en el Reino Unido y alrededor del mundo, por lo que era constantemente fotografiada por los paparazzi en sus salidas diarias.
El 17 de octubre de 2005 realizó una queja formal a través de su abogado de acoso periodístico e indicó que no había hecho nada significante para merecer ese tipo de publicidad. En febrero de 2006 se anunció que Catalina recibiría una escolta de seguridad las 24 horas al día facilitada por el departamento de seguridad de la Casa Real británica.
Este hecho acrecentó la especulación de que pronto se realizaría el compromiso matrimonial de la pareja, porque de otra manera, Catalina no tenía derecho a recibir este tipo de servicio al no ser parte de la familia real. Sin embargo no hubo compromiso en aquel momento por lo que se le retiró la protección policial que superaba las 25 000 libras esterlinas al año.
El interés mediático aumentó considerablemente en el mes de enero de 2007, concretamente en la fecha de su 25 cumpleaños, lo que causó que los príncipes Carlos y Guillermo emitieran a través de sus abogados un comunicado en el que exigieron a la prensa precaución y el respeto a la intimidad de Catalina, y también amenazaron con tomar acciones legales si la prensa no cumpliese la petición.
Como resultado, las dos empresas responsables de la publicación de algunos de los más importantes periódicos del Reino Unido, News International —encargada de la publicación de The Times y The Sun— y The Guardian Media Group —encargada de la publicación de The Guardian— decidieron abstenerse a publicar fotografías realizadas por paparazzi.

#### Ruptura y reconciliación
El 14 de abril de 2007 el periódico británico The Sun publicó en exclusiva la posible ruptura entre el príncipe Guillermo y Catalina. Otros medios informativos como la BBC confirmaron la noticia con el paso de las horas. Según la prensa escrita, la pareja decidió poner fin a la relación durante un feriado vacacional en la turística comuna suiza de Zermatt. De acuerdo con The Times, Clarence House emitió un solo comunicado sobre la culminación de la relación que establecía: «No comentamos sobre la vida privada del príncipe». Los periódicos especularon sobre las razones que llevaron a que la pareja se disolviese, aunque cabe mencionar que dicha información provenía de fuentes anónimas. El artículo publicado en The Sun citaba que un amigo cercano a la pareja dijo que Catalina sintió que Guillermo no le prestaba la suficiente atención. El rotativo inglés también destacó que el príncipe estaba saliendo con otras muchachas y que sentía que aún era muy joven —en aquel entonces tenía 24 años— para contraer matrimonio. Un artículo del Daily Mail señaló que la separación de la pareja se debió al deseo demostrado por algunos miembros de la corte de que el príncipe no se «apresurase» a realizar un anuncio de boda y también a que Guillermo quería disfrutar de su vida como soltero durante su periodo de entrenamiento militar. El periódico también sugirió que el amigo cercano del príncipe, Guy Pelly, lo alentó a que abordara las relaciones sentimentales de forma «menos comprometida». El mismo reportaje mencionaba que Catalina había puesto «demasiadas expectativas» en que Guillermo demostrase su compromiso con ella.
En junio de 2007, a pesar de los rumores de reconciliación, Guillermo y Catalina continuaron insistiendo que sólo eran «buenos amigos». En julio de ese año se celebró el concierto en memoria de Diana, princesa de Gales, al cual asistió junto a su familia. El evento se realizó en el Estadio de Wembley, sin embargo, se sentó a dos filas de distancia de Guillermo. En los siguientes días, se vio a la pareja en público en numerosas ocasiones, y varios medios de comunicación, incluyendo la BBC y el Daily Mail, anunciaron que habían retomado su relación. De hecho, en octubre participó en una cacería de venados en Balmoral junto a los príncipes Guillermo y Carlos. El 17 de mayo de 2008, su relación con la familia real británica se consolidó más, tras asistir a la boda del primo de Guillermo, Peter Phillips, evento al cual el príncipe no asistió debido a que tenía otro compromiso. En abril de ese año acompañó a Guillermo en su graduación como piloto de aviación de la Academia de la Real Fuerza Aérea ubicada en Cranwell.

### Matrimonio e hijos

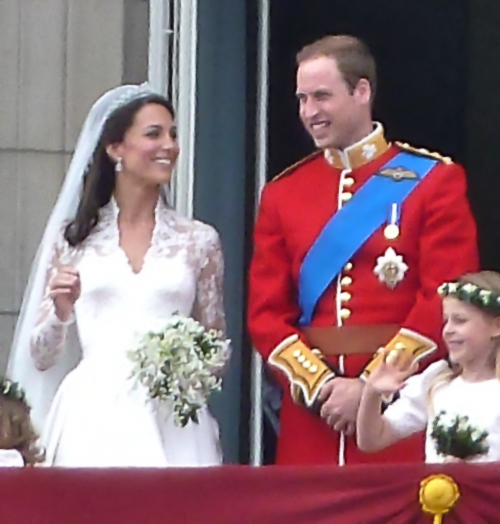
La pareja de recién casados, Guillermo, duque de Cambridge, y Catalina, duquesa de Cambridge, en el balcón del Palacio de Buckingham.

El príncipe Guillermo y Catalina se comprometieron en octubre de 2010, en Kenia, durante una estancia de diez días en la reserva natural Lewa Wildlife Conservancy. Inicialmente, el viaje se realizó para celebrar la culminación del entrenamiento del príncipe como piloto de helicóptero de búsqueda y rescate. El 16 de noviembre de 2010, Clarence House anunció el compromiso de la pareja. El príncipe le dio a Catalina el anillo de compromiso que había pertenecido a su madre, Diana.
La boda se celebró el 29 de abril de 2011 en la Abadía de Westminster y fue día de fiesta nacional en el Reino Unido. El traje de novia de Middleton estaba diseñado por Sarah Burton de la casa Alexander McQueen. Al casarse, Catalina se convirtió en "Su Alteza Real, la duquesa de Cambridge”. Desde el día de la boda ambos residen en el Palacio de Kensington.
El 3 de diciembre de 2012, el Palacio de St. James anunció que la duquesa estaba embarazada de su primer hijo. El anuncio se produjo por el ingreso de Catalina al Hospital Rey Eduardo VII con hiperémesis gravídica, una forma grave de náuseas matutinas. El 22 de julio de 2013, la pareja dio la bienvenida a Jorge en el Hospital St. Mary´s en Londres. Dio a luz a su segunda hija, Carlota, el 2 de mayo de 2015; y, por último, el 23 de abril de 2018, dieron la bienvenida a su tercer hijo, Luis.

### Salud
El 17 de enero de 2024, el Palacio de Kensington anunció que Catalina había sido sometida a una cirugía abdominal planificada por una condición médica no revelada que no era cáncer, después de haber sido ingresada en la Clínica de Londres el día anterior. Postergó todos sus compromisos y deberes públicos hasta después de la Pascua de ese año. La especulación subsiguiente sobre la ausencia y la salud de Catalina provocó varias teorías conspirativas y atrajo una amplia atención de los medios.
Catalina anunció el 22 de marzo de ese año, a través de un mensaje de vídeo filmado por BBC Studios el 20 de marzo, que los exámenes postoperatorios habían encontrado cáncer y que había comenzado la quimioterapia preventiva.
El 9 de septiembre de 2024, la princesa de Gales informó que había terminado su tratamiento de quimioterapia y que iría retomando su agenda a lo largo de los siguientes meses.
El 14 de enero de 2025, Catalina visitó el Royal Marsden Hospital; donde fue tratada, para agradecer a los médicos y enfermeras y reunirse con los pacientes; lo que marcó su primer compromiso público en solitario, desde que finalizó su tratamiento de quimioterapia. En un anuncio, reveló que su cáncer estaba en remisión.

## Duquesa de Cambridge

### Apariciones públicas

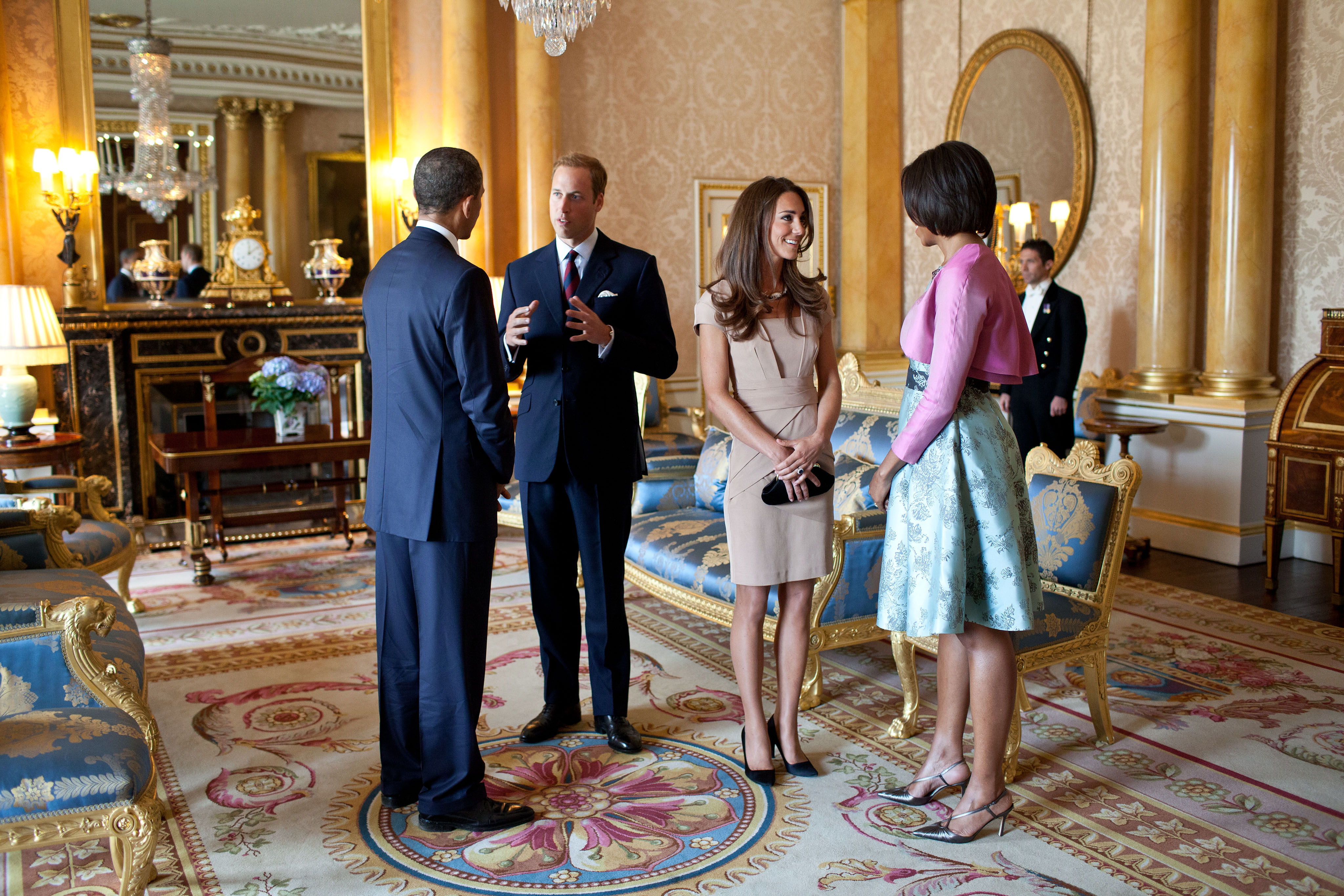
Los duques de Cambridge se reúnen en Buckingham con el presidente estadounidense Barack Obama y la primera dama Michelle Obama unas semanas después de su boda.

Catalina fue formalmente presentada a la vida pública el 24 de febrero de 2011, dos meses antes de la celebración de su boda, cuando asistió al bautizo de un barco salvavidas en Trearddur (al norte de Gales). Un día después visitaron la Universidad de St. Andrews para la celebración del 600 aniversario de la Universidad.
El 16 de febrero Clarence House anunció que la primera visita oficial de la pareja como marido y mujer sería a Canadá en julio de 2011. En mayo, poco después de que se celebrase su boda y mientras el entonces príncipe Carlos se encontraba de visita en los Estados Unidos, Clarence House anunció que los duques de Cambridge visitarían California después de su gira oficial por Canadá. La duquesa de Cambridge hasta ese momento nunca había estado de forma oficial o privada en Estados Unidos.
El primer compromiso oficial de la duquesa después de la boda se produjo en mayo, cuando ella y su esposo conocieron a Barack Obama, presidente de los Estados Unidos y a la primera dama Michelle Obama. El 26 de octubre de 2011, realizó su primer evento en solitario para In Kind Direct, en representación de Carlos, que se encontraba en Arabia Saudita. El 2 de noviembre, los duques visitaron el Centro de división de Suministros de UNICEF en Copenhague (Dinamarca) en compañía de los príncipes herederos de ese país. El 19 de marzo, dio su primer discurso público en la apertura de la Casa del Árbol, un nuevo hospicio para niños abierto por los hospicios de niños de East Anglia, una organización benéfica de la que es patrona. 
En junio de 2012, "The Royal Foundation of Prince William and Prince Harry" pasó a llamarse "The Royal Foundation of The Duke and Duchess of Cambridge and Prince Harry", para reflejar la contribución de Catalina a la organización. Los duques fueron nombrados embajadores de los Juegos Olímpicos de Londres 2012 junto al príncipe Enrique. Como parte de su papel, la duquesa asistió a numerosos eventos deportivos durante los juegos. En septiembre de 2012, los duques de Cambridge se embarcaron en una gira por Singapur, Malasia, Tuvalu y las Islas Salomón como parte de las celebraciones del Jubileo de Diamante de Isabel II. 
Después del nacimiento de Jorge Alejandro Luis, a principios de 2014 se anunció la gira de los duques y su hijo que sería del 16 a 25 de abril, siendo la primera gira para el príncipe. El destino de la gira era Australia y Nueva Zelanda. En junio de 2014, la pareja visitó Francia para asistir a la conmemoración del 70.º aniversario de la batalla de Normandía.
El 21 de julio de 2014, se anunció que la duquesa haría su primer viaje en solitario, visitando la isla de Malta del 20 al 21 de septiembre de 2014, cuando la isla estaba celebrando su 50.º aniversario de independencia. Su viaje fue cancelado, con el duque tomando su lugar, después del anuncio de su segundo embarazo a principios de septiembre. En diciembre de 2014, la pareja visitó los Estados Unidos y asistió a una cena benéfica en el Museo Metropolitano de Arte. En abril de 2016, los duques realizaron una gira por India y Bután. 
Los duques de Cambridge se embarcaron a Canadá en 2016 siendo su primer tour con sus hijos Jorge y Carlota. El 11 de octubre de 2016, Catalina realizó su primer viaje en solitario al extranjero a los Países Bajos. Los países visitados por la pareja en 2017 fueron Francia, Bélgica, Polonia y Alemania, en estos dos últimos fueron acompañados de sus hijos. En 2018, la pareja realizó un tour por Suecia y Noruega, en el cual Catalina se encontraba embarazada de su tercer hijo. En 2019 se embarcaron en un viaje a Pakistán, que fue la primera visita de la familia real al país después de 13 años.

## Títulos, tratamientos y distinciones

Monograma Real de la princesa de Gales

### Títulos y tratamientos
| ● 9 de enero de 1982-29 de abril de 2011:      | Señorita Catherine Elizabeth Middleton                                                                               |
| ● 29 de abril de 2011-8 de septiembre de 2022: | Su alteza real la duquesa de Cambridge                                                                               |
| ● 8 de septiembre de 2022-presente:            | Su alteza real la princesa de Gales (Inglaterra, Gales e Irlanda del Norte) (1) la duquesa de Rothesay (Escocia) (2) |

1. El primer día (8-9/9/2022) tenía oficialmente el título Su alteza real la duquesa de Cornualles y Cambridge, antes de convertirse en la princesa de Gales
2. Título completo: Su Alteza Real la princesa de Gales, duquesa de Cornualles, duquesa de Cambridge, duquesa de Rothesay, condesa de Strathearn y baronesa Carrickfergus.

### Distinciones honoríficas
Nacionales
Órdenes
- 5 de diciembre de 2017: Dama de la Real Orden Familiar de la Reina Isabel II.
- 29 de abril de 2019: Dama Gran Cruz de la Real Orden Victoriana.
- 23 de abril de 2024: Orden de los Compañeros de Honor.
- 8 de julio de 2025: Dama la Orden de la Familia Real de Carlos III.

Medallas
- 6 de febrero de 2012: Medalla del Jubileo de Diamante de Isabel II.
- 6 de febrero de 2022: Medalla del Jubileo de Platino de Isabel II.
- 6 de mayo de 2023: Medalla de la Coronación del Rey Carlos III.

Extranjeras
- 30 de octubre de 2017: Orden del Mérito de Tuvalu.[58]
- 8 de julio de 2025: Gran Oficial de la Orden nacional del Mérito.

### Armas
|  | La princesa de Gales lleva las armas de su marido partidas con las de su padre. Las armas de la familia fueron concedidas a su padre por el Colegio de Armas el 19 de abril de 2011. Thomas Woodcock, el oficial superior del Colegio de Armas, ayudó a la familia con el diseño. Mientras tanto, toda la compilación heráldica de la princesa fue aprobada por real orden de la reina Isabel II después de su matrimonio. Las recién aprobadas armas incluyeron la adición de un nuevo elemento específicamente para Catalina: el soporte de cierva. Corona Corona del príncipe de Gales como consorte del heredero. Escudo Al igual que con las armas reales del Reino Unido. El escudo cuartelado, el primero y cuarto representan Inglaterra, el segundo a Escocia, el tercero a Irlanda; partido con un escudo de azur y gules, un chevrón de oro, cotizado de plata, entre tres bellotas caídas y hojadas de oro. Soportes Para el lado siniestro, el león utilizado como soporte por el príncipe de Gales y para el diestro, una cierva de plata rampante, engolada con la corona del heredero. Orden La banda de la Real Orden Victoriana VICTORIA Con la insignia de Dama Gran Cruz de la Orden. Simbolismo La línea divisoria (entre los dos colores) en el centro es una representación parlante del nombre 'Middle-ton'. Las bellotas (del roble) son un símbolo tradicional de Inglaterra y una característica del oeste de Berkshire, donde vivía la familia. Las tres bellotas también representan a los tres hijos de la familia. El chevrón de oro en el centro del blasón es una alusión al apellido de soltera de Carole Middleton, Goldsmith. Las dos cotizas de plata (los "galones" estrechos por encima y por debajo del "galón" dorado) simbolizan las cimas y las montañas, y el amor de la familia por el Distrito de los Lagos y el esquí. La cierva blanca se hace eco de la heráldica real temprana, como la insignia heráldica de la cierva blanca de Juana de Kent, princesa de Gales. |

Versión anterior
|  | El escudo de armas de la princesa antes de su matrimonio mostraba el escudo de armas de su padre Michael Middleton en forma de losange, con la cinta azul atada que simbolizaba su estado de soltera. Su hermana, Philippa, también usó las mismas armas antes de su matrimonio en 2017, mientras que su hermano, James, a su debido tiempo, heredará el escudo de armas de su padre. Las armas que se le otorgaron después de su matrimonio se representaron sin la banda de la Real Orden Victoriana, que le fue otorgada en 2019. |
|  | Escudo de armas como duquesa de Cambridge (utilizado hasta 2022) |
|  | En febrero de 2013, la reina Isabel II aprobó las armas conyugales del duque y la duquesa de Cambridge, que consisten en sus blasones individuales colocados uno al lado del otro, debajo de un yelmo y una corona que indican la condición del duque como nieto de la soberana. Estos fueron publicados en septiembre del mismo año. |

## Cine
| Año  | Título                               | Actriz             | Notas  |
| ---- | ------------------------------------ | ------------------ | ------ |
| 2011 | William y Kate                       | Camilla Luddington |        |
| 2011 | William & Catherine: A Royal Romance | Alice St. Clair    | [ 62 ] |
| 2023 | The Crown                            | Meg Bellamy        |        |

## Ancestros
| \| \| \| \| \| \| \| \| \| \| \| \| \| \| \| \| \| \| \| \| 16. John Middleton \| \| \| \| \| \| \| \| \| \| \| \| \| \| \| \| \| \| \| \| \| \| \| \| \| \| \| \| \| \| \| \| \| \| \| \| \| \| \| \| \| \| \| \| \| \| \| \| \| \| \| \| \| \| 8. Richard Noel Middleton \| \| \| \| \| \| \| \| \| \| \| \| \| \| \| \| \| \| \| \| \| \| \| \| \| \| \| \| \| \| \| \| \| \| \| \| \| \| \| \| \| \| \| \| \| \| \| \| \| \| \| \| \| \| 17. Mary Asquith \| \| \| \| \| \| \| \| \| \| \| \| \| \| \| \| \| \| \| \| \| \| \| \| \| \| \| \| \| \| \| \| \| \| \| \| \| \| \| \| \| \| \| \| \| \| \| \| \| \| \| \| \| \| 4. Peter Francis Middleton \| \| \| \| \| \| \| \| \| \| \| \| \| \| \| \| \| \| \| \| \| \| \| \| \| \| \| \| \| \| \| \| \| \| \| \| \| \| \| \| \| \| \| \| \| \| \| \| \| \| \| \| \| \| 18. Francis Martineau Lupton \| \| \| \| \| \| \| \| \| \| \| \| \| \| \| \| \| \| \| \| \| \| \| \| \| \| \| \| \| \| \| \| \| \| \| \| \| \| \| \| \| \| \| \| \| \| \| \| \| \| \| \| \| \| 9. Olive Christiana Lupton \| \| \| \| \| \| \| \| \| \| \| \| \| \| \| \| \| \| \| \| \| \| \| \| \| \| \| \| \| \| \| \| \| \| \| \| \| \| \| \| \| \| \| \| \| \| \| \| \| \| \| \| \| \| 19. Harriet Albina Davis \| \| \| \| \| \| \| \| \| \| \| \| \| \| \| \| \| \| \| \| \| \| \| \| \| \| \| \| \| \| \| \| \| \| \| \| \| \| \| \| \| \| \| \| \| \| \| \| \| \| \| \| \| \| 2. Michael Francis Middleton \| \| \| \| \| \| \| \| \| \| \| \| \| \| \| \| \| \| \| \| \| \| \| \| \| \| \| \| \| \| \| \| \| \| \| \| \| \| \| \| \| \| \| \| \| \| \| \| \| \| \| \| \| \| 20. Frederick John Glassborow \| \| \| \| \| \| \| \| \| \| \| \| \| \| \| \| \| \| \| \| \| \| \| \| \| \| \| \| \| \| \| \| \| \| \| \| \| \| \| \| \| \| \| \| \| \| \| \| \| \| \| \| \| \| 10. Frederick George Glassborow \| \| \| \| \| \| \| \| \| \| \| \| \| \| \| \| \| \| \| \| \| \| \| \| \| \| \| \| \| \| \| \| \| \| \| \| \| \| \| \| \| \| \| \| \| \| \| \| \| \| \| \| \| \| 21. Emily Jane Elliott \| \| \| \| \| \| \| \| \| \| \| \| \| \| \| \| \| \| \| \| \| \| \| \| \| \| \| \| \| \| \| \| \| \| \| \| \| \| \| \| \| \| \| \| \| \| \| \| \| \| \| \| \| \| 5. Valerie Glassborow \| \| \| \| \| \| \| \| \| \| \| \| \| \| \| \| \| \| \| \| \| \| \| \| \| \| \| \| \| \| \| \| \| \| \| \| \| \| \| \| \| \| \| \| \| \| \| \| \| \| \| \| \| \| 22. Gavin Fullarton Robison \| \| \| \| \| \| \| \| \| \| \| \| \| \| \| \| \| \| \| \| \| \| \| \| \| \| \| \| \| \| \| \| \| \| \| \| \| \| \| \| \| \| \| \| \| \| \| \| \| \| \| \| \| \| 11. Constance Robison \| \| \| \| \| \| \| \| \| \| \| \| \| \| \| \| \| \| \| \| \| \| \| \| \| \| \| \| \| \| \| \| \| \| \| \| \| \| \| \| \| \| \| \| \| \| \| \| \| \| \| \| \| \| 23. Sarah Ann Gee \| \| \| \| \| \| \| \| \| \| \| \| \| \| \| \| \| \| \| \| \| \| \| \| \| \| \| \| \| \| \| \| \| \| \| \| \| \| \| \| \| \| \| \| \| \| \| \| \| \| \| \| \| \| 1. Catalina, princesa de Gales \| \| \| \| \| \| \| \| \| \| \| \| \| \| \| \| \| \| \| \| \| \| \| \| \| \| \| \| \| \| \| \| \| \| \| \| \| \| \| \| \| \| \| \| \| \| \| \| \| \| \| \| \| \| 24. John Goldsmith \| \| \| \| \| \| \| \| \| \| \| \| \| \| \| \| \| \| \| \| \| \| \| \| \| \| \| \| \| \| \| \| \| \| \| \| \| \| \| \| \| \| \| \| \| \| \| \| \| \| \| \| \| \| 12. Stephen Charles Goldsmith \| \| \| \| \| \| \| \| \| \| \| \| \| \| \| \| \| \| \| \| \| \| \| \| \| \| \| \| \| \| \| \| \| \| \| \| \| \| \| \| \| \| \| \| \| \| \| \| \| \| \| \| \| \| 25. Jane Dorsett \| \| \| \| \| \| \| \| \| \| \| \| \| \| \| \| \| \| \| \| \| \| \| \| \| \| \| \| \| \| \| \| \| \| \| \| \| \| \| \| \| \| \| \| \| \| \| \| \| \| \| \| \| \| 6. Ronald John James Goldsmith \| \| \| \| \| \| \| \| \| \| \| \| \| \| \| \| \| \| \| \| \| \| \| \| \| \| \| \| \| \| \| \| \| \| \| \| \| \| \| \| \| \| \| \| \| \| \| \| \| \| \| \| \| \| 26. Theophilus Benjamin Chandler \| \| \| \| \| \| \| \| \| \| \| \| \| \| \| \| \| \| \| \| \| \| \| \| \| \| \| \| \| \| \| \| \| \| \| \| \| \| \| \| \| \| \| \| \| \| \| \| \| \| \| \| \| \| 13. Edith Eliza Chandler \| \| \| \| \| \| \| \| \| \| \| \| \| \| \| \| \| \| \| \| \| \| \| \| \| \| \| \| \| \| \| \| \| \| \| \| \| \| \| \| \| \| \| \| \| \| \| \| \| \| \| \| \| \| 27. Amelia White \| \| \| \| \| \| \| \| \| \| \| \| \| \| \| \| \| \| \| \| \| \| \| \| \| \| \| \| \| \| \| \| \| \| \| \| \| \| \| \| \| \| \| \| \| \| \| \| \| \| \| \| \| \| 3. Carole Elizabeth Goldsmith \| \| \| \| \| \| \| \| \| \| \| \| \| \| \| \| \| \| \| \| \| \| \| \| \| \| \| \| \| \| \| \| \| \| \| \| \| \| \| \| \| \| \| \| \| \| \| \| \| \| \| \| \| \| 28. John Harrison \| \| \| \| \| \| \| \| \| \| \| \| \| \| \| \| \| \| \| \| \| \| \| \| \| \| \| \| \| \| \| \| \| \| \| \| \| \| \| \| \| \| \| \| \| \| \| \| \| \| \| \| \| \| 14. Thomas Harrison \| \| \| \| \| \| \| \| \| \| \| \| \| \| \| \| \| \| \| \| \| \| \| \| \| \| \| \| \| \| \| \| \| \| \| \| \| \| \| \| \| \| \| \| \| \| \| \| \| \| \| \| \| \| 29. Jane Hill \| \| \| \| \| \| \| \| \| \| \| \| \| \| \| \| \| \| \| \| \| \| \| \| \| \| \| \| \| \| \| \| \| \| \| \| \| \| \| \| \| \| \| \| \| \| \| \| \| \| \| \| \| \| 7. Dorothy Harrison \| \| \| \| \| \| \| \| \| \| \| \| \| \| \| \| \| \| \| \| \| \| \| \| \| \| \| \| \| \| \| \| \| \| \| \| \| \| \| \| \| \| \| \| \| \| \| \| \| \| \| \| \| \| 30. Thomas Temple \| \| \| \| \| \| \| \| \| \| \| \| \| \| \| \| \| \| \| \| \| \| \| \| \| \| \| \| \| \| \| \| \| \| \| \| \| \| \| \| \| \| \| \| \| \| \| \| \| \| \| \| \| \| 15. Elizabeth Mary Temple \| \| \| \| \| \| \| \| \| \| \| \| \| \| \| \| \| \| \| \| \| \| \| \| \| \| \| \| \| \| \| \| \| \| \| \| \| \| \| \| \| \| \| \| \| \| \| \| \| \| \| \| \| \| 31. Elizabeth Myers \| \| \| \| \| \| \| \| \| \| \| \| \| \| \| \| \| \| \| \| \| \| \| \| \| \| \| \| \| \| \| \| \| \| \| \| \| \| \| \| \| \| \| \| \| \| \| \| \| \| \| \| |                                  |  |  |  |  |  |  |  |  |  |  |  |  |  |  |  |
| |                                  |  |  |  |  |  |  |  |  |  |  |  |  |  |  |  |
| | 16. John Middleton               |  |  |  |  |  |  |  |  |  |  |  |  |  |  |  |
| |                                  |  |  |  |  |  |  |  |  |  |  |  |  |  |  |  |
| |                                  |  |  |  |  |  |  |  |  |  |  |  |  |  |  |  |
| | 8. Richard Noel Middleton        |  |  |  |  |  |  |  |  |  |  |  |  |  |  |  |
| |                                  |  |  |  |  |  |  |  |  |  |  |  |  |  |  |  |
| |                                  |  |  |  |  |  |  |  |  |  |  |  |  |  |  |  |
| | 17. Mary Asquith                 |  |  |  |  |  |  |  |  |  |  |  |  |  |  |  |
| |                                  |  |  |  |  |  |  |  |  |  |  |  |  |  |  |  |
| |                                  |  |  |  |  |  |  |  |  |  |  |  |  |  |  |  |
| | 4. Peter Francis Middleton       |  |  |  |  |  |  |  |  |  |  |  |  |  |  |  |
| |                                  |  |  |  |  |  |  |  |  |  |  |  |  |  |  |  |
| |                                  |  |  |  |  |  |  |  |  |  |  |  |  |  |  |  |
| | 18. Francis Martineau Lupton     |  |  |  |  |  |  |  |  |  |  |  |  |  |  |  |
| |                                  |  |  |  |  |  |  |  |  |  |  |  |  |  |  |  |
| |                                  |  |  |  |  |  |  |  |  |  |  |  |  |  |  |  |
| | 9. Olive Christiana Lupton       |  |  |  |  |  |  |  |  |  |  |  |  |  |  |  |
| |                                  |  |  |  |  |  |  |  |  |  |  |  |  |  |  |  |
| |                                  |  |  |  |  |  |  |  |  |  |  |  |  |  |  |  |
| | 19. Harriet Albina Davis         |  |  |  |  |  |  |  |  |  |  |  |  |  |  |  |
| |                                  |  |  |  |  |  |  |  |  |  |  |  |  |  |  |  |
| |                                  |  |  |  |  |  |  |  |  |  |  |  |  |  |  |  |
| | 2. Michael Francis Middleton     |  |  |  |  |  |  |  |  |  |  |  |  |  |  |  |
| |                                  |  |  |  |  |  |  |  |  |  |  |  |  |  |  |  |
| |                                  |  |  |  |  |  |  |  |  |  |  |  |  |  |  |  |
| | 20. Frederick John Glassborow    |  |  |  |  |  |  |  |  |  |  |  |  |  |  |  |
| |                                  |  |  |  |  |  |  |  |  |  |  |  |  |  |  |  |
| |                                  |  |  |  |  |  |  |  |  |  |  |  |  |  |  |  |
| | 10. Frederick George Glassborow  |  |  |  |  |  |  |  |  |  |  |  |  |  |  |  |
| |                                  |  |  |  |  |  |  |  |  |  |  |  |  |  |  |  |
| |                                  |  |  |  |  |  |  |  |  |  |  |  |  |  |  |  |
| | 21. Emily Jane Elliott           |  |  |  |  |  |  |  |  |  |  |  |  |  |  |  |
| |                                  |  |  |  |  |  |  |  |  |  |  |  |  |  |  |  |
| |                                  |  |  |  |  |  |  |  |  |  |  |  |  |  |  |  |
| | 5. Valerie Glassborow            |  |  |  |  |  |  |  |  |  |  |  |  |  |  |  |
| |                                  |  |  |  |  |  |  |  |  |  |  |  |  |  |  |  |
| |                                  |  |  |  |  |  |  |  |  |  |  |  |  |  |  |  |
| | 22. Gavin Fullarton Robison      |  |  |  |  |  |  |  |  |  |  |  |  |  |  |  |
| |                                  |  |  |  |  |  |  |  |  |  |  |  |  |  |  |  |
| |                                  |  |  |  |  |  |  |  |  |  |  |  |  |  |  |  |
| | 11. Constance Robison            |  |  |  |  |  |  |  |  |  |  |  |  |  |  |  |
| |                                  |  |  |  |  |  |  |  |  |  |  |  |  |  |  |  |
| |                                  |  |  |  |  |  |  |  |  |  |  |  |  |  |  |  |
| | 23. Sarah Ann Gee                |  |  |  |  |  |  |  |  |  |  |  |  |  |  |  |
| |                                  |  |  |  |  |  |  |  |  |  |  |  |  |  |  |  |
| |                                  |  |  |  |  |  |  |  |  |  |  |  |  |  |  |  |
| | 1. Catalina, princesa de Gales   |  |  |  |  |  |  |  |  |  |  |  |  |  |  |  |
| |                                  |  |  |  |  |  |  |  |  |  |  |  |  |  |  |  |
| |                                  |  |  |  |  |  |  |  |  |  |  |  |  |  |  |  |
| | 24. John Goldsmith               |  |  |  |  |  |  |  |  |  |  |  |  |  |  |  |
| |                                  |  |  |  |  |  |  |  |  |  |  |  |  |  |  |  |
| |                                  |  |  |  |  |  |  |  |  |  |  |  |  |  |  |  |
| | 12. Stephen Charles Goldsmith    |  |  |  |  |  |  |  |  |  |  |  |  |  |  |  |
| |                                  |  |  |  |  |  |  |  |  |  |  |  |  |  |  |  |
| |                                  |  |  |  |  |  |  |  |  |  |  |  |  |  |  |  |
| | 25. Jane Dorsett                 |  |  |  |  |  |  |  |  |  |  |  |  |  |  |  |
| |                                  |  |  |  |  |  |  |  |  |  |  |  |  |  |  |  |
| |                                  |  |  |  |  |  |  |  |  |  |  |  |  |  |  |  |
| | 6. Ronald John James Goldsmith   |  |  |  |  |  |  |  |  |  |  |  |  |  |  |  |
| |                                  |  |  |  |  |  |  |  |  |  |  |  |  |  |  |  |
| |                                  |  |  |  |  |  |  |  |  |  |  |  |  |  |  |  |
| | 26. Theophilus Benjamin Chandler |  |  |  |  |  |  |  |  |  |  |  |  |  |  |  |
| |                                  |  |  |  |  |  |  |  |  |  |  |  |  |  |  |  |
| |                                  |  |  |  |  |  |  |  |  |  |  |  |  |  |  |  |
| | 13. Edith Eliza Chandler         |  |  |  |  |  |  |  |  |  |  |  |  |  |  |  |
| |                                  |  |  |  |  |  |  |  |  |  |  |  |  |  |  |  |
| |                                  |  |  |  |  |  |  |  |  |  |  |  |  |  |  |  |
| | 27. Amelia White                 |  |  |  |  |  |  |  |  |  |  |  |  |  |  |  |
| |                                  |  |  |  |  |  |  |  |  |  |  |  |  |  |  |  |
| |                                  |  |  |  |  |  |  |  |  |  |  |  |  |  |  |  |
| | 3. Carole Elizabeth Goldsmith    |  |  |  |  |  |  |  |  |  |  |  |  |  |  |  |
| |                                  |  |  |  |  |  |  |  |  |  |  |  |  |  |  |  |
| |                                  |  |  |  |  |  |  |  |  |  |  |  |  |  |  |  |
| | 28. John Harrison                |  |  |  |  |  |  |  |  |  |  |  |  |  |  |  |
| |                                  |  |  |  |  |  |  |  |  |  |  |  |  |  |  |  |
| |                                  |  |  |  |  |  |  |  |  |  |  |  |  |  |  |  |
| | 14. Thomas Harrison              |  |  |  |  |  |  |  |  |  |  |  |  |  |  |  |
| |                                  |  |  |  |  |  |  |  |  |  |  |  |  |  |  |  |
| |                                  |  |  |  |  |  |  |  |  |  |  |  |  |  |  |  |
| | 29. Jane Hill                    |  |  |  |  |  |  |  |  |  |  |  |  |  |  |  |
| |                                  |  |  |  |  |  |  |  |  |  |  |  |  |  |  |  |
| |                                  |  |  |  |  |  |  |  |  |  |  |  |  |  |  |  |
| | 7. Dorothy Harrison              |  |  |  |  |  |  |  |  |  |  |  |  |  |  |  |
| |                                  |  |  |  |  |  |  |  |  |  |  |  |  |  |  |  |
| |                                  |  |  |  |  |  |  |  |  |  |  |  |  |  |  |  |
| | 30. Thomas Temple                |  |  |  |  |  |  |  |  |  |  |  |  |  |  |  |
| |                                  |  |  |  |  |  |  |  |  |  |  |  |  |  |  |  |
| |                                  |  |  |  |  |  |  |  |  |  |  |  |  |  |  |  |
| | 15. Elizabeth Mary Temple        |  |  |  |  |  |  |  |  |  |  |  |  |  |  |  |
| |                                  |  |  |  |  |  |  |  |  |  |  |  |  |  |  |  |
| |                                  |  |  |  |  |  |  |  |  |  |  |  |  |  |  |  |
| | 31. Elizabeth Myers              |  |  |  |  |  |  |  |  |  |  |  |  |  |  |  |
| |                                  |  |  |  |  |  |  |  |  |  |  |  |  |  |  |  |
| |                                  |  |  |  |  |  |  |  |  |  |  |  |  |  |  |  |

## Sucesión
| Predecesora: Camila de Cornualles    | Princesa de Gales Desde el 9 de septiembre de 2022     | Sucesora: En el cargo |
| Predecesora: Camila de Cornualles    | Duquesa de Cornualles Desde el 8 de septiembre de 2022 | Sucesora: En el cargo |
| Predecesora: Camila de Cornualles    | Duquesa de Rothesay Desde el 8 de septiembre de 2022   | Sucesora: En el cargo |
| Predecesora: Augusta de Hesse-Kassel | Duquesa de Cambridge Desde el 29 de abril de 2011      | Sucesora: En el cargo |